# Мале (озеро)
Озеро «Мале» — ботанічна пам'ятка природи місцевого значення в Україні. Розташована на території Дібрівської сільської ради Вараського району Рівненської області, на північний захід від села Дібрівськ.
Площа 2,8 га. Створена рішенням Рівненського облвиконкому № 213 від 13.10.1993 року. Землекористувач — Дібрівське лісництво ДП «Зарічненський лісгосп» (квартал 13, виділ 30).
Пам'ятка створена з метою збереження та охорони мальовничого озера серед лісового масиву.